# Èze
Èze (Occitaans: Esa; Italiaans (verouderd): Eza; Latijn: Isia) is een gemeente in het Franse departement Alpes-Maritimes (regio Provence-Alpes-Côte d'Azur). De gemeente telde 2.155 inwoners op 1 januari 2022. De plaats maakt deel uit van het arrondissement Nice. De gemeente bestaat uit twee delen, het hoger gelegen middeleeuws dorp Eze Village en, in de vallei bij de zee, Eze Bord-de-Mer. Tussen de beide is er nog een wijk op de bergflank met naburige gemeente Cap d'Ail, Saint-Laurent d'Eze genaamd. Eze Village is toeristisch en trekt jaarlijks miljoenen bezoekers. Het pittoreske uitzicht over de Franse Riviera, van Cap d'Ail tot Saint-Jean Cap Ferrat en zelfs tot Antibes, is terug te vinden op postkaarten en schilderijen. Eze Bord-de-Mer is residentieel, met enkel een paar restaurants, maar geen winkels of hoge appartementsgebouwen. Het is geliefd als zomerresidentie van expats en artiesten.

## Geografie
De oppervlakte van Èze bedroeg op 1 januari 2022 9,47 vierkante kilometer; de bevolkingsdichtheid was toen 227,6 inwoners per km².
De onderstaande kaart toont de ligging van Èze met de belangrijkste infrastructuur en aangrenzende gemeenten.

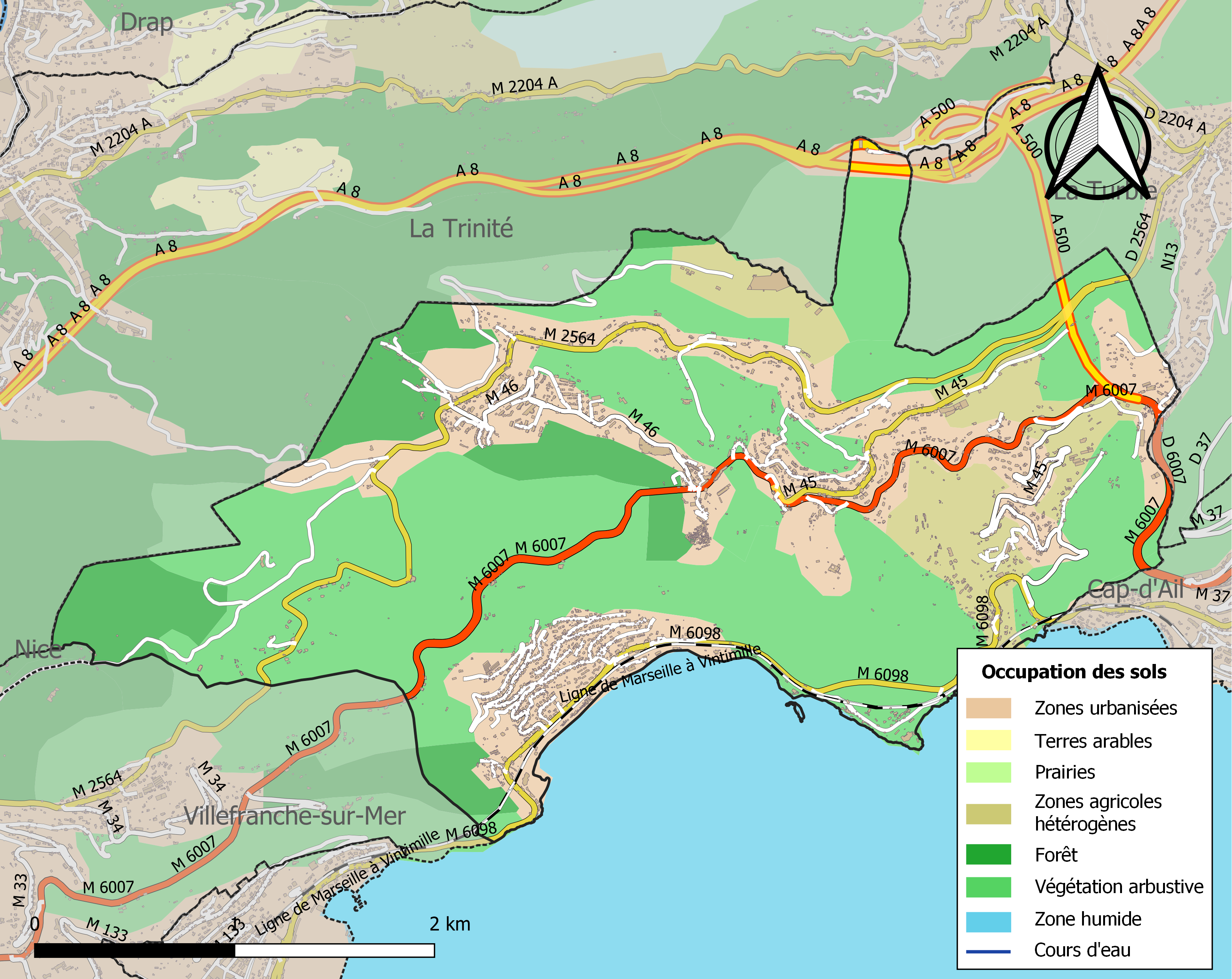

## Verkeer en vervoer
In de gemeente ligt spoorwegstation Èze-sur-Mer.

## Demografie
Onderstaande figuur toont het verloop van het inwonertal (bron: INSEE-tellingen).
Vanwege een beveiligingsprobleem met de MediaWiki Graph-software is het momenteel niet mogelijk deze grafiek weer te geven. Zodra de software is bijgewerkt zal de grafiek vanzelf weer zichtbaar worden.

## Afbeeldingen

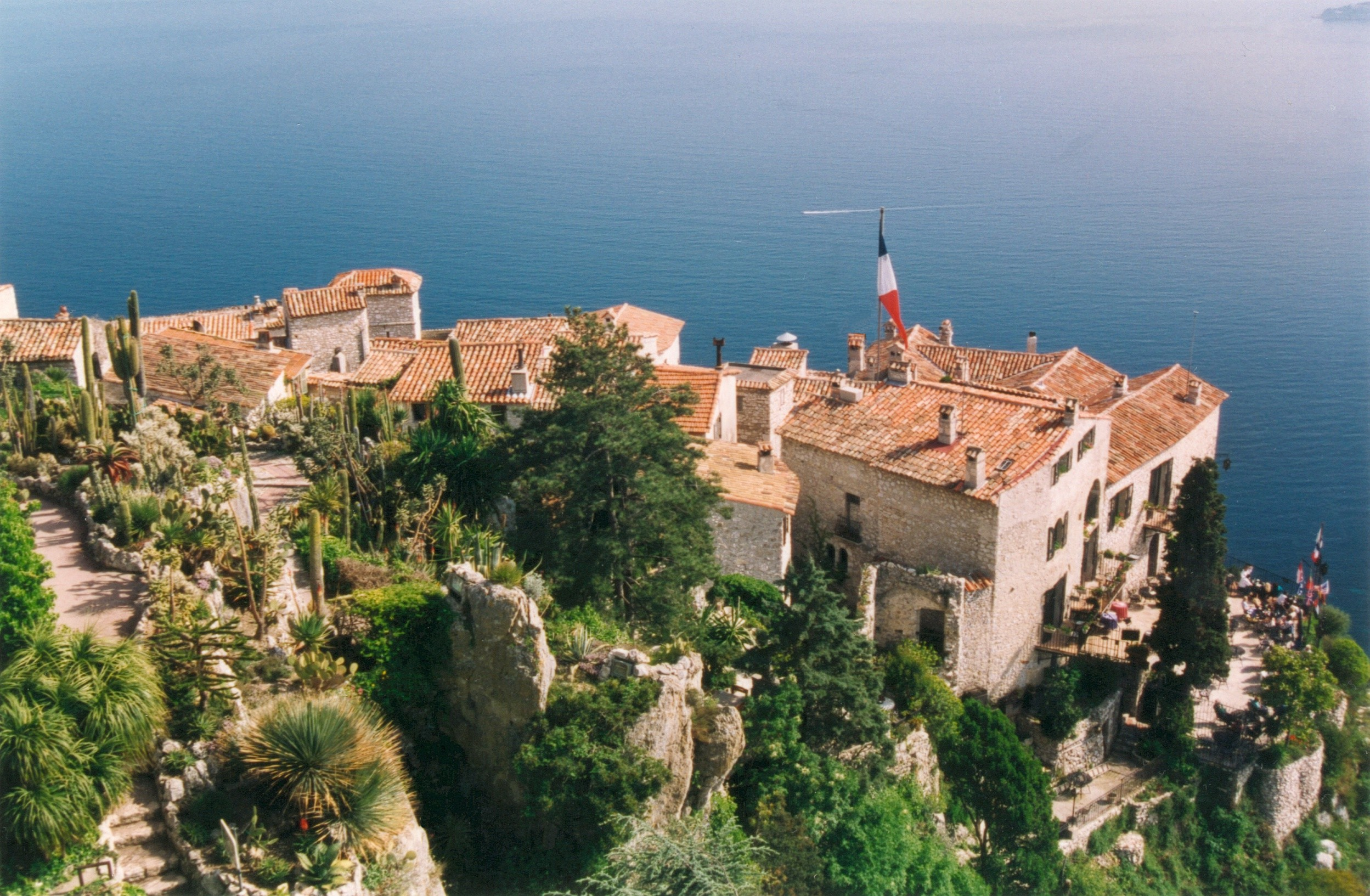
Uitzicht
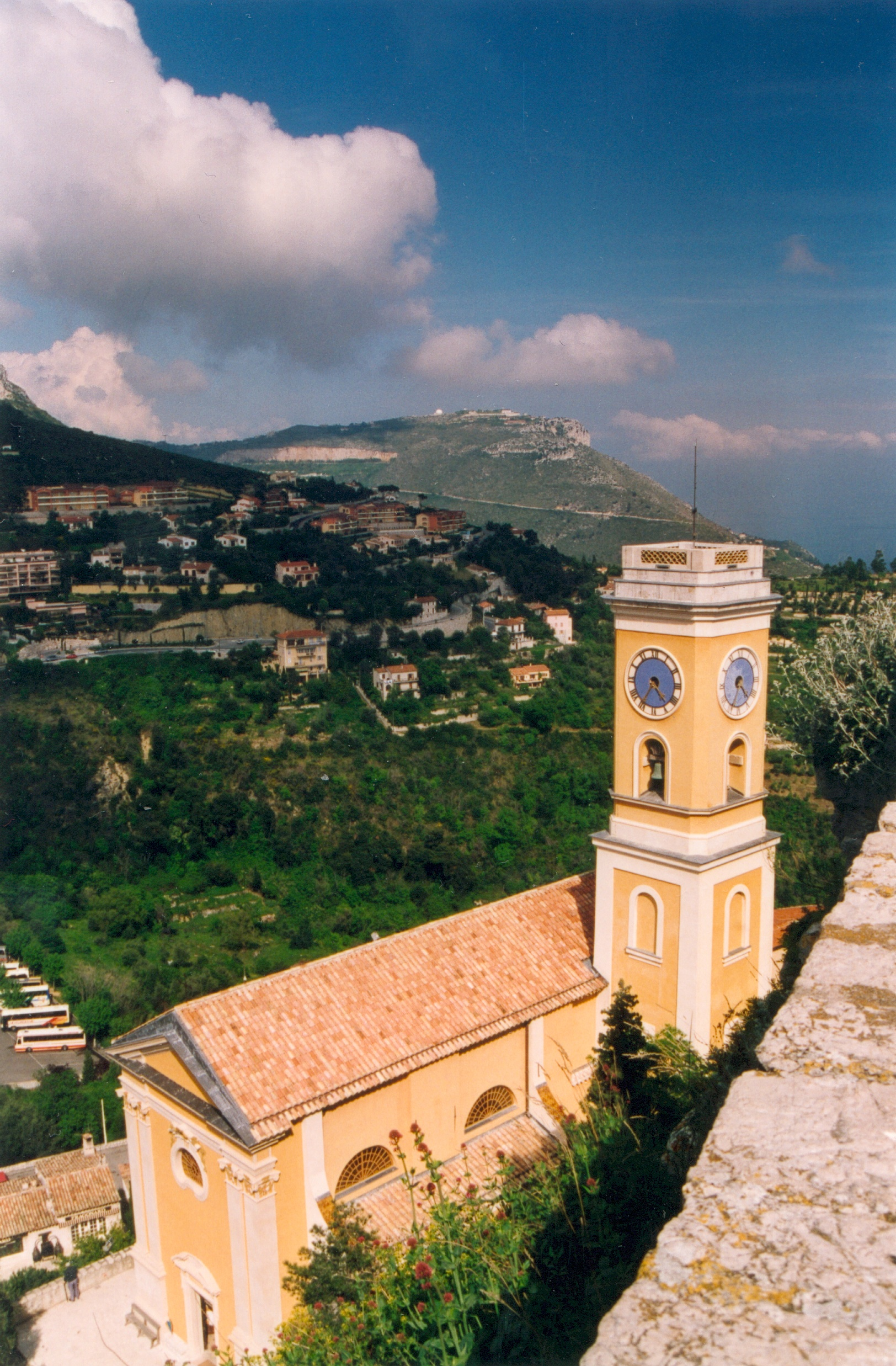
Kerk
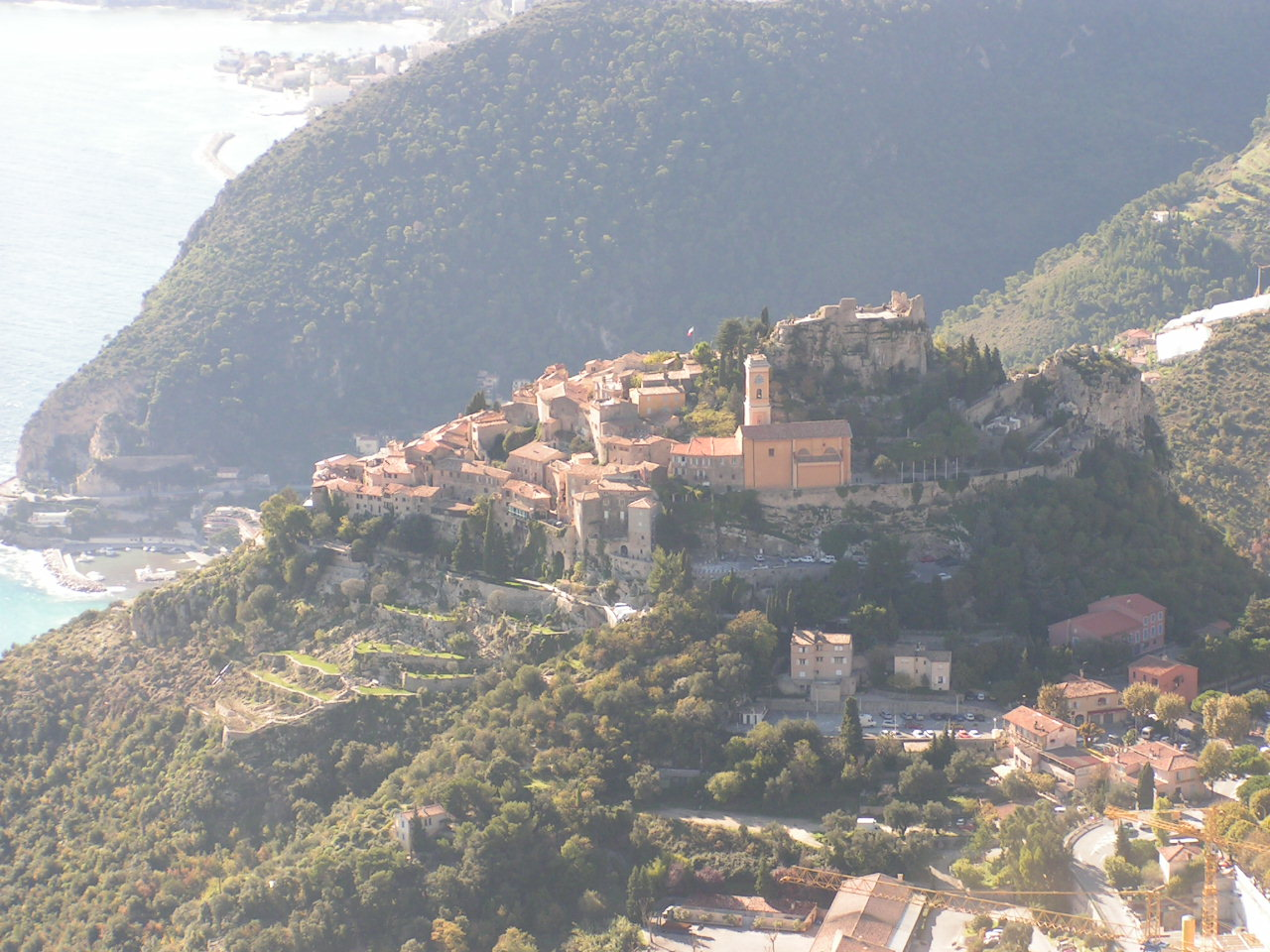
Dorp